# Bombus filchnerae
Bombus filchnerae — вид перепончатокрылых рода шмелей (семейства настоящих пчёл), относящийся к подроду Thoracobombus и видовой группе Bombus muscorum.

## Распространение
Распространён в Палеарктическом регионе и в Ориентальной области.